# Amager Ishockey Club
Amager Ishockey Club (AIC) er en ishockeyklub med hjemmebane i Kastrup Skøjtehal (også kaldet "Hangaren") og turneringsnavnet Ama'r Jets.
Amager Ishockey Club har hold i alle ungdomsrækker samt 1. hold i landets næstbedste ishockeyrække 1. division. I klubben dyrker omkring 250 aktive ishockeyspillere deres sport. Både unge og ældre spillere er aktive medlemmer.
Klubben udspringer af ASIK (Amager Skøjte og Ishockey Klub), der blev stiftet 28. februar 1964. Den første formand i klubben var Mogens Petterson.
Første sæson 1964/65 deltager ASIK i 2. div. øst, og det første mål blev scoret mod KSF i en kamp, der i øvrigt blev vundet af KSF med 25-1. I den første sæson har klubben ikke egen bane, men låner i stedet is af Rødovre (kostalden). I 1965 bevilger Tårnby Kommune penge til at opføre en ikke overdækket kunstfrossen bane. Klubben består da af 30 aktive spillere.
Ama'r Jets har én gang – i 2005 – spillet finale i 1. division, men holdet tabte finaleserien over 2 kampe til Aalborg IK. Tilskuerrekorden til en Ama'r Jets-kamp blev sat, da amagerkanerne mødte Esbjergs elitehold fra den bedste ishockeyrække. Kampen blev overværet af 751 tilskuere.
I 2009 stillede bestyrelsen i AIC forslag om at tillade etablering af et eliteselskab for at isolere opgaven med at drive et hold i 1. division. Dette blev gjort for at sikre fokus på førsteholdsdriften og for at klargøre denne del af klubben til en indtræden i den bedste række: Superisligaen. Resultatet blev, at eliteafdelingen gik over til at blive drevet af selskabet Elite Ishockey Amager ApS, og holdet spiller i Divisionen under navnet Amager Ishockey.
Ligeledes i 2009 bliver der taget de førte skridt til at indgå i Sport og Event Amager, en overbygning der skal satse på blandt andet etablering af elitesportsklasser på det lokale Tårnby Gymnasium.